# Operation Claymore
Operation Claymore war ein Kommandounternehmen der britischen Streitkräfte im Zweiten Weltkrieg. Das Unternehmen, bei dem am 4. März 1941 fünf Zerstörer der Royal Navy und zwei Landungsschiffe mit zwei Kommandoeinheiten, einer exilnorwegischen Kommandoeinheit und einer Abteilung der Royal Engineers die von den Deutschen besetzte Inselgruppe der Lofoten überfielen, stellte den ersten vollständigen Sieg britischer Streitkräfte im Zweiten Weltkrieg dar.

## Strategische Ausgangslage
Die Lofoten, ein Zentrum der Fischfangindustrie, waren von Deutschland besetzt worden. Die strategische Bedeutung der Inselgruppe bestand darin, dass auf den Lofoten aus dem gefangenen Fisch über das Zwischenprodukt Fischöl Glycerin gewonnen wurde, das unter anderem als Schmierstoff in Flugzeugmotoren Verwendung fand. Ziel der Operation war daher die Zerstörung der Fischölfabriken und der gelagerten Produktion.

## Der Überfall
Die britische Angriffsstreitmacht bestand aus den vier Zerstörern der Tribal-Klasse Somali, Eskimo, Tartar und Bedouin, dem L-Klasse-Zerstörer Legion sowie den beiden Landungsschiffen Queen Emma und Prinses Beatrix. Die Landungstruppen waren die 3. und 4. Kommandos (ca. 500 Mann), 52 norwegische Kommandosoldaten sowie eine Abteilung der Royal Engineers. Die Streitmacht lief am 21. Februar vom britischen Kriegshafen Scapa Flow aus.
Der Angriff traf die deutschen Besatzungstruppen völlig unvorbereitet und wurde dadurch zu einem großen Erfolg. Die Landung gelang ohne Widerstand. Die britischen Einheiten besetzen die Städte Henningsvær, Brettesnes, Stamsund und Svolvær sechs Stunden lang und zerstörten 11 Fischölfabriken sowie auch die zur Verschiffung nach Deutschland gesammelte Produktion. In den Häfen wurden fünf Frachtschiffe, darunter das 9000 BRT große Fabrikschiff Hamburg, durch Sprengladungen oder die Bordgeschütze der Zerstörer versenkt. 225 deutsche Soldaten wurden zu Kriegsgefangenen, außerdem nahmen die britischen Streitkräfte bei ihrem Abzug noch 60 Kollaborateure („Quislinge“) sowie 314 norwegische Freiwillige mit. Die britischen Streitkräfte erlitten keine Verluste. Von dem deutschen Vorpostenboot Krebs wurden zudem Code-Unterlagen und eine Verschlüsselungswalze erbeutet, die zur Entzifferung der Enigma nützlich waren.

## Folgen
Als Vergeltungsmaßnahme zerstörten die Deutschen planmäßig Wohnhäuser auf den Lofoten und nahmen 64 Zivilisten als Geiseln in das Polizeihäftlingslager Grini. Die Lofoten wurden befestigt und die Bevölkerung streng überwacht, ebenso andere Zentren der kriegswichtigen Glycerin-Produktion im besetzten Norwegen. Ein auf die Operation Claymore folgendes Kommandounternehmen, Operation Archery, traf daher auf erheblich größeren Widerstand.